# Maikel Zijlaard
Maikel Zijlaard   (Rotterdam, 1 de juny de 1999) és un ciclista neerlandès, professional des del 2018. Des del 2022 corre a l'equip Tudor Pro Cycling Team. Combina el ciclisme en pista amb la carretera. En el seu palmarès destaca la victòria a l'Olympia's Tour del 2022.

## Palmarès en ruta
- 2016
  - Vencedor d'una etapa al Sint-Martinusprijs Kontich
- 2017
  - 1r al Tour de Flandes júnior
  - 1r a la Menin-Kemmel-Menin
  - Vencedor de 2 etapes als Tres dies d'Axel
- 2022
  - 1r a la Dorpenomloop Rucphen
  - 1r a l'Olympia's Tour
  - Vencedor de 2 etapes a l'Okolo jižních Čech
- 2024
  - Vencedor d'una etapa al Tour de Romandia

## Palmarès en pista
- 2018
  - Medalla de plata al Campionat d'Europa de ciclisme en pista en la cursa darrera derny
- 2019
  -  Campió dels Països Baixos de persecució individual
  -  Campió dels Països Baixos de persecució per equips
- 2021
  -  Campió d'Europa d'eliminació sub-23